# Административно-территориальное деление Горно-Бадахшанской автономной области

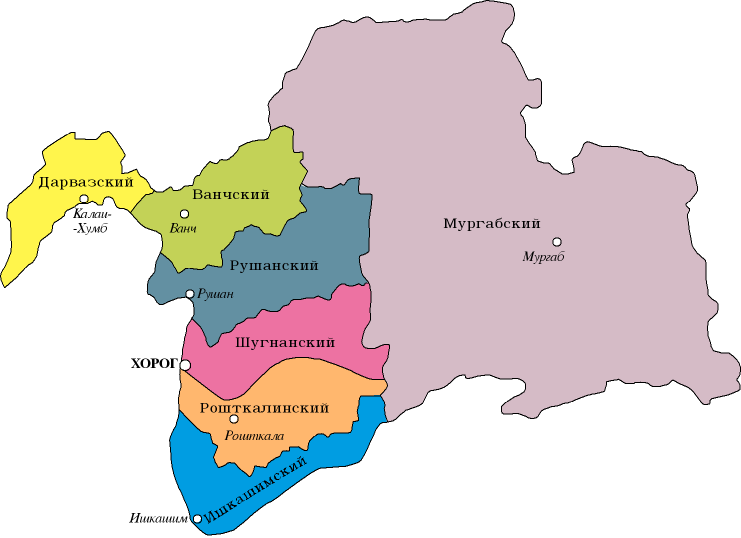
АТД ГБАО

Административно-территориальное деление Горно-Бадахшанской автономной области Таджикистана имеет 2 уровня — на первом находятся 1 город областного подчинения (тадж. шаҳр) и 7 районов (тадж. ноҳия). Районы, в свою очередь, делятся на сельские общины — джамоаты (тадж. ҷамоат), которых 43. Джамоаты включают 377 сёл и 1 пгт (Мургаб). Единственным городом ГБАО является центр области город Хорог. Посёлков городского типа в ГБАО нет.

## Современное деление
| Русское название    | Таджикское название | Сельские джамоаты                                                                          | Население, тыс. чел. (2015) | Площадь, тыс. км² |
| ------------------- | ------------------- | ------------------------------------------------------------------------------------------ | --------------------------- | ----------------- |
| город Хорог         | Хоруғ               | -                                                                                          | 28,9                        |                   |
| Ванчский район      | Ванҷ                | им. Махмадулло Абдуллоева, Водхуд, Джовидон, Рованд, Техарв, Язгулом                       | 31,9                        | 4,4               |
| Ишкашимский район   | Ишкошим             | им. Рустамбека Юсуфбекова, им. Аскара Замирова, Вранг, Зонг, Козидех, Вахон, Птуп          | 30,8                        | 3,7               |
| Дарвазский район    | Дарвоз              | Вишхарв, Калаи Хумб, Нулванд, Сагирдашт                                                    | 22,0                        | 2,8               |
| Мургабский район    | Мурғоб              | Мургоб, Аличур, им. Гожо Бердибоева, Карокуль, Кизил Работ, Рангкул                        | 14,4                        | 38,4              |
| Рошткалинский район | Роштқалъа           | им. Гадолиева Курбоншо, Барвоз, им. Мирсаида Миршакара, Сижд, Тавдем, Тусён                | 25,7                        | 4,3               |
| Рушанский район     | Рӯшон               | им. Назаршо Додхудоева, Бартанг, Басид, Пастхуф, Рушон, Савноб, им. Муминшох Абдульвосиева | 24,8                        | 5,9               |
| Шугнанский район    | Шуғнон              | Ванкала, Вир, Навобод, Поршнев, им. Шахбозова Гарибшо, им. Мирзоджона Ширинджонова, Сучон  | 35,8                        | 4,6               |

## История
В начале XX века территория нынешней ГБАО представляла собой в административном отношении Памирский район с правами уезда, находившийся в подчинении военного губернатора Ферганской области. Внутренне деление Памирского района было таково:
| 1-й уровень            | 2-й уровень        | 3-й уровень                                                  |
| ---------------------- | ------------------ | ------------------------------------------------------------ |
| район Восточных постов | Памирская волость  | Акташское, Аличурское, Мургабское, Рангукульское аминства    |
| район Восточных постов | Орошорская волость | Нисровское, Орошорское, Сарезское, Соу-Науское аксакальства  |
| Ишкашимский район      | -                  | 3 аксакальства                                               |
| Лянгарский район       | Ваханская волость  | 5 аксакальств                                                |
| Хорогский район        | Рушанская волость  | 19 аксакальств                                               |
| Хорогский район        | Шугнанская волость | Гунтское, Поршневское, Сучанское, Шах-Даринское аксакальства |

В январе 1925 года на территории современной ГБАО была образована Особая Памирская область с непосредственным подчинением ЦИК Туркестанской АССР. 16 апреля Особая Памирская область вошла в состав Таджикской АССР, а в декабре того же года переименована в Горно-Бадахшанскую автономную область. В то время область делилась на 6 волостей: Бартангскую, Ваханскую, Ишкашимскую, Памирскую, Рушанскую и Шугнанскую. К 1927 году состав ГБАО оставался прежним, но волости были переименованы в районы. К концу 1929 года был образован Рохарвский район, а Памирский переименован в Мургаб-Памирский. Районы делились на 33 сельсовета.
В 1930 году Ванчский район был упразднён, а его территория передана в Калаи-Хумбский район прямого подчинения Таджикской ССР.
В 1932 году центр области Хорог получил статус города. Ваханский район объединён с Ишкашимским в Ваханско-Ишкашимский район.
В 1935 году Ваханско-Ишкашимский район разделён на Ваханский и Ишкашимский районы.
В 1936 году из части Шугнанского района образован Рошткалинский район.
В 1937 году восстановленный за год до этого Ванчский район был передан из прямого подчинения Таджикской ССР в ГБАО.
К 1938 году число районов ГБАО выросло до 8: Бартангский (центр — Бартанг), Ванчский (Ванч), Ваханский (Вахан), Ишкашимский (Ишкашим), Мургабский (Мургаб), Рошт-Калинский (Рошткала), Рушанский (Рушан), Шугнанский (Шугнан). Также в состав ГБАО входил город областного подчинения Хорог. Районы делились на 44 сельсовета.
В 1942 году из части Мургабского района был выделен Аличурский район с центром в ауле Муразбек, но уже в 1947 году он был присоединён к нему обратно.
В августе 1948 года был упразднён Ваханский район.
В начале 1950-х годов был упразднён Бартангский район (26 декабря 1952), а центр Шугнанского района перенесён в Хорог.
В конце 1950-х годов был упразднён Шугнанский район, а из прямого подчинения Таджикской ССР в ГБАО передан Калаи-Хумбский район.
В начале 1960-х годов были упразднены Калаи-Хумбский (4 января 1963), Рошткалинский и Рушанский (4 января 1963) районы. Восстановлен Шугнанский район.
6 января 1965 года были вновь образованы Калаи-Хумбский и Рушанский районы.
К 1 августа 1965 года АТД ГБАО имело следующий вид:
| Район          | центр         | кишлачные советы                                                 |
| -------------- | ------------- | ---------------------------------------------------------------- |
| город Хорог    | -             | -                                                                |
| Ванчский       | к. Ванч       | Ванч, Рованд, Техарв, Язгулем                                    |
| Ишкашимский    | к. Ишкашим    | Вранг, Горон, Ишкашим, Шитхарв                                   |
| Калаи-Хумбский | к. Калаи-Хумб | Вишхарв, Калаи-Хумб, Нульванд, Сагирдашт                         |
| Мургабский     | к. Мургаб     | Аличур, Кара-Куль, Кзыл-Рабат, Мургаб, Ранг-Куль                 |
| Рушанский      | к. Рушан      | Бартанг, Барушан, Басид, Пастхуф, Рушан, Савноб, Шидз            |
| Шугнанский     | г. Хорог      | Ванкала, Вир, Дарморахт, Поршнев, Сежд, Сучан, Тавдем, Рошткъала |

К 1978 году АТД ГБАО имело следующий вид:
| Район          | центр       | кишлачные советы                                                                  |
| -------------- | ----------- | --------------------------------------------------------------------------------- |
| город Хорог    | -           | -                                                                                 |
| Ванчский       | п. Ванч     | Ванч, Водхуд, Жовид, Рованд, Техарв, Язгулом                                      |
| Ишкашимский    | п. Ишкашим  | Андароб, Вранг, Зовг, Ишкашим, Козидех, Шитхарв                                   |
| Калаи-Хумбский | п. Калаихум | Вишхарв, Калаихум, Нульванд, Сагирдашт                                            |
| Мургабский     | п. Мургаб   | Аличур, Каракуль, Кзылрабат, Мургаб, Рангкуль                                     |
| Рушанский      | п. Рушан    | Бартанг, Басид, Бахрушан, Пастхуф, Рушан, Савноб, Шидз                            |
| Шугнанский     | г. Хорог    | Ванкала, Вир, Дарморахт, Навабад, Октябрь, Поршнев, Рошткала, Сежд, Сучон, Тавдем |

В 1991 году Калаи-Хумбский район был переименован в Дарвазский район.
В 1992 году вновь образован Рошткалинский район.